# ليسترين
ليسترين (بالإنجليزية: Listerine)‏ هي ماركة من منتجات غسول الفم المطهرة. يُروّج له بشعار «يقتل الجراثيم التي تسبب رائحة الفم الكريهة». سميت على اسم جوزيف ليستر، وهو رائد في مجال جراحات التطهير، وقد طور ليستيرين في عام 1879م بواسطة جوزيف لورانس، وهو كيميائي في سانت لويس بولاية ميسوري.
كما يستخدم اسم العلامة التجارية ليسترين في معاجين الأسنان، غسول ليستيرين للتبييض، ليستيرين الفلورايد للدفاع عن تسوس الاسنان، ليسترين للأطفال، PocketPaks، و PocketMist. في سبتمبر 2007م، بدأت Listerine في بيع العلامة التجارية الخاصة بها في شرائط تبييض الأسنان ذاتية الذوبان.